# De optimo genere oratorum
De optimo genere oratorum (Sobre el mejor tipo de orador), es una obra de Cicerón sobre retórica, publicada en respuesta a las críticas a su estilo realizadas por los llamados oradores romanos áticos.

## Contexto
Cicerón estaba en esta época en competencia con los autores de la oratoria, principalmente con Licinio Calvo, que criticaba su estilo por considerarlo demasiado cargado, defendiendo, por el contrario, una forma más ligera, a la que denominaron 'aticismo', en referencia a los oradores áticos de la gran época de Atenas. Cicerón reaccionó con este tratado reenfocando la definición del verdadero aticismo, e ilustrando con un ejemplo, la traducción al latín de dos discursos, Sobre la corona pronunciado por Demóstenes en respuesta al Contra Ctesifonte de su oponente Esquines, ambos ilustres oradores áticos. Solo la introducción escrita por Cicerón se ha conservado hasta la época moderna, mientras que sus traducciones han desaparecido1. Cicerón desarrollará aún más su definición del mejor tipo de orador en otra de sus obras, Orator ad Brutum

## Datación
Su fecha de publicación es discutida: Cicerón alude en este texto al juicio contra Milón, que data del 52 a. C., por lo que se propone una fecha de redacción algo posterior, hacia el mismo 52, aunque sin certeza cierta. Hay otros historiadores que sitúan la redacción de este tratado en el 46 a. C. entre su obra  Brutus, una historia sobre los oradores griegos y romanos, y su Orator ad Brutum, que profundiza en la noción del mejor orador.

## Contenido
El tratado es esencialmente una introducción para las traducciones que siguen, por lo que es bastante breve y cabe en siete párrafos.
Si existen varias clases de poetas, cada uno con su individualidad, y también varios oradores, no hay más que un arte oratorio, que se dirige a un auditorio con el fin de instruirlo, complacerlo y conmoverlo (§ I). Los modelos a seguir son los antiguos oradores áticos, y no los que evolucionaron hacia un estilo sobreabundante en Asia, de ahí su calificación de asianismo (§ III). Entre los áticos, Lisias con su estilo sencillo resultó eficaz en causas menores, pero no experimentó con casos medianos o complicados que habrían requerido un estilo más elaborado. Cicerón, por tanto, considera que su estilo era limitado. Por otra parte, Demóstenes, capaz de adaptar su estilo según la importancia del tema, constituye el mejor de los modelos (§ IV). Para demostrarlo con el ejemplo, Cicerón anuncia la traducción que ha hecho del discurso Sobre la corona de Demóstenes y del Contra Ctesifonte de Esquines. Cicerón especifica que su traducción no es un traducir el griego palabra por palabra, sino que debe transmitir el espíritu del debate y destacar las cualidades oratorias de los protagonistas (§ 5-7).